# 伊藤不二男
伊藤 不二男（いとう ふじお、1911年3月20日-1987年3月25日）は、日本の国際法学者。
福岡県出身。1936年東京帝国大学法学部法律学科、37年同政治学科卒。1940年九州帝国大学大学院修了、同副手、助手、南山大学助教授、熊本大学助教授、1953年九州大学法学部助教授、54年教授、62年九州大学法学博士。63-65年法学部長。74年定年退官、名誉教授、西南学院大学教授。1966年「ビトリアの国際法理論」で日本学士院賞受賞。

## 著書
- 『スアレスの国際法理論』有斐閣 1957
- 『ビトリアの国際法理論 国際法学説史の研究』有斐閣 1965
- 『グロティウスの自由海論』有斐閣 1984